# Anaplectella ruficollis
Anaplectella ruficollis är en kackerlacksart som först beskrevs av Heinrich Hugo Karny 1915.  Anaplectella ruficollis ingår i släktet Anaplectella och familjen småkackerlackor.
Artens utbredningsområde är Taiwan. Inga underarter finns listade i Catalogue of Life.